# Venera (mitologija)
Venera je bila v boginja katere funkcije so zajemale ljubezen, lepoto, željo, spol, plodnost, blaginjo in zmago. V rimski mitologiji je bila prednica rimskega ljudstva po sinu Eneju, ki je preživel propad Troje in pobegnil v Italijo. Julij Cezar jo je zahteval kot svojega prednika. Venera je bila osrednjega pomena za številne verske praznike in je bila v rimski veri spoštovana pod številnimi kultnimi naslovi.
Rimljani so mite in ikonografijo grške ustreznice Afrodite prilagodili rimski umetnosti in latinski literaturi. V poznejši klasični zahodni tradiciji je Venera postala eno najpogostejših božanstev grško-rimske mitologije kot utelešenje ljubezni (ne želja, iskanja odgovorov ali resnice) in spolnosti. Na slikah je po navadi upodobljena gola.
Prvotno je kot italska boginja skrbela za rodovitnost zelenjavnih vrtov in V rimskem panteonu ni imela pomembne vloge. Ko so Rimljani spoznali kult Afrodite s sicilske gore Eriks, so Venero z njo poistovetili in je veljala za boginjo plodnosti, zaščitnico vrtov in vinogradov. 
Bila je Jupitrova hči in Vulkanova žena. V grški mitologiji ji, ustreza Afrodita.

## Etimologija
Latinsko ime Venus ('ljubezen, čar') izvira iz pra-italskega *wenos- ('želja'), navsezadnje iz proto-indoevropskega (PIE) *wenh₁-os ('želja'; primerjaj z mesapščino Venas,  indoarijsko vánas - 'želja').
Sorodna je z latinsko venia ('naklonjenost, dovoljenje') do skupnega korena PIE *wenh₁- ('prizadevati si, si želeti, želeti, ljubiti'). Latinski glagol venerārī ('častiti, pokloniti se') je izpeljanka iz Venus. 
Drug etimološki izvor Venus povezuje z boginjo Juventas, katere skrbništvo je mladost in pomlajevanje. Sama Juventas je pogosto povezana z Junono, ki mladost in vitalnost povezuje z zaželenostjo in ljubeznijo. Pomembno je, da je iuvenis tisti, ki ima polnost vitalne sile.  Junona je enakovredna Heri, grški boginji ljubezni in zakona. Junona je rimska boginja ljubezni in zakona. Starodavne etimologije so Junonino ime povezovale z iuvare, 'v pomoč, korist' in iuvenescere, 'pomlajevanje', ki ga je včasih povezovalo z obnovljivostjo luninega cikla. Ime Juno naj bi bilo povezano z Iove (Jove), prvotno kot Diuno in Diove iz *Diovona. Italijanska beseda giovane je izpeljanka od diovana, kar pomeni mladost. Diove ali Iove so pogosto povezane z ljubeznijo, zlasti v povezavi z Juno & Jove (Jupiter), možnim etimološkim izvorom besede ljubezen. V zvezi s tem je boginja Juno tako neposredno kot etimološko povezana z 'ljubeznijo'. Glede na prvotni iuvenis, ki dobesedno pomeni mladost, bi bilo ime Venus zelo dobro povezano tako z Iove kot z izpeljanko iz Iuvenis, dobesednega izvora besed ljubezen in mladost (ali zaželenost). Podobno bi lahko ime Venus dobesedno pomenilo 'ljubezen'.

## Izvor
Venero so opisali kot morda »najbolj izvirno stvaritev rimskega panteona« in »slabo definirano in asimilativno« domorodno boginjo, kombinirano »s čudno in eksotično Afrodito«. Njeni kulti lahko predstavljajo versko legitimen čar in zapeljevanje božanskega s strani smrtnikov, v nasprotju s formalnimi pogodbenimi odnosi med večino članov uradnega rimskega panteona in državo ter neuradno, nedovoljeno manipulacijo božjih sil s pomočjo magije. Ambivalentnost njenih prepričljivih funkcij je bila zaznana v odnosu korena *wenos- z njeno latinsko izpeljanko venenum ('strup'; od *wenes- brez 'ljubezenske pijače' ali 'zasvojenosti') v smislu 'čarovniški čarobni napoj'.
V mitu se je Venera-Afrodita rodila iz morske pene (grško αφρός, afros). Rimska teologija predstavlja Venero kot popustljivo, vodno žensko načelo, ki je bistvenega pomena za nastanek in ravnovesje življenja. Njena moška partnerja v rimskem panteonu, Vulkan in Mars, sta aktivna in ognjena. Venera absorbira in kali moško bistvo, ki združuje nasprotja moškega in ženske v medsebojni naklonjenosti. V bistvu je asimilativna in benigna ter zajema več sicer precej različnih funkcij. Lahko daje vojaško zmago, spolni uspeh, srečo in blaginjo. V enem kontekstu je boginja prostitutk; v drugem pa srce moških in žensk spremeni iz spolnih pregreh v vrlino.
Bodoče neveste so Veneri darovale 'pred poroko'; narava darovanja in njegov čas sta neznana. Nekateri rimski viri pravijo, da polnoletna dekleta Veneri darujejo svoje igrače; ni jasno, kje se daje daritev, drugi pa pravijo, da je to darilo Larov. V igrah s kockami, priljubljeni zabavi med Rimljani vseh razredov, je bil najsrečnejši in najboljši možen met znan kot 'Venerin met'.

## Vzdevki
Tako kot druga večja rimska božanstva je tudi Venera dobila številne vzdevke, ki so se nanašali na njene različne kultne podobe, vloge in funkcionalne podobnosti z drugimi božanstvi. Zdi se, da so se njene »prvotne moči v veliki meri razširile zaradi naklonjenosti Rimljanov do ljudske etimologije in zaradi razširjenosti nomen est omen verske ideje, ki je sankcionirala kakršne koli identifikacije, narejene na ta način«.
Venera Acidalija, v Vergilijevi Eneidi (715–722, kot mater acidalia). Servij to domneva kot sklicevanje na Acidalijin izvir (fons acidalia - izvir Acidalia v Beotiji, kjer se je kopala), kjer naj bi se kopala z Gracijami (Venerine hčere); poveže pa jo tudi z grško besedo 'puščica', od tod 'ljubezenske puščice' in ljubezenske 'skrbi in bolečine'. Ovid uporablja acidalia le v zadnjem pomenu. Verjetno gre za literarni domislek, ne za kultni vzdevek.
Venera Caelestis (nebesna ali nebeška Venera), ki se uporablja od 2. stoletja našega štetja kot vidik sinkretizirane vrhovne boginje. Venus Caelestis je najzgodnejša rimska prejemnica tauroboliuma (oblika žrtvovanja bikov), ki so jo v njenem svetišču v Pozzuoliju opravili 5. oktobra 134. Ta oblika boginje in taurobolium sta povezana s sirsko boginjo kot pozni ekvivalent Astarte ali rimske Magna Mater, slednja pa je še ena domnevno trojanska »mati Rimljanov«.
Venera Calva (Venera plešasta), legendarna oblika Venere, ki jo potrjujejo le postklasični rimski spisi, ki ponujajo več tradicij za razlago tega videza in vzdevka. V enem se spominja na krepostno daritev rimskih matron lastnih las, da bi med obleganjem Rima naredili tetive. V drugem so žena kralja Anka Marcija in druge Rimljanke med epidemijo izgubile lase; v upanju na njegovo obnovo so nepoškodovane ženske žrtvovale svoje lase Veneri.
Venera Cloacina (Venera prečiščevalka); fuzija Venere z etruščansko vodno boginjo Cloacino, ki je imela nad izlivom Cloaca Maxima, prvotno potok, starodavno svetišče, kasneje pokrito, da je delovala kot glavna kanalizacija v Rimu. Svetišče je vsebovalo kip Venere, katerega obredi so bili verjetno namenjeni čiščenju onesnaženih voda in škodljivih plinov. Plinij starejši, ki Venero označuje za boginjo zveze in sprave, svetišče poistoveti z legendarno epizodo v najzgodnejši zgodovini Rima, ko so se tam vojskujoči Rimljani in Sabinci, z vejami mirte tam srečali, da bi dosegli mir.
Venera Erycina (Eriksinska Venera), punski idol Astarte, zajet na Siciliji, ki so ga v romanizirani obliki častile elitne in ugledne matrone v templju na Kapitolskem griču. Kasneje je tempelj zunaj Porta Colline in svete meje Rima morda ohranil nekatere eriksinske značilnosti svojega kulta. Zdel se je primeren za 'običajne deklice' in prostitutke.
Venero Frutis so Latinci počastili z zveznim kultom v templju z imenom Frutinal v Laviniumu.  Napisi, najdeni v Laviniumu, potrjujejo prisotnost zveznih kultov brez natančnih podrobnosti.
Venera Felix (Srečna Venera), verjetno tradicionalni vzdevek, ki ga je kasneje sprejel diktator Sula. Bil je Venerin kultni naslov v Hadrijanovem templju Veneri Felix et Roma Aeterna na ulici Via sacra. Ta vzdevek se uporablja tudi za določeno skulpturo v Vatikanskih muzejih.
Venera Genetrix ("Venera mati"), kot boginja materinstva in domačnosti, s festivalom 26. septembra, osebna prednica julijskega rodu in širše božanska prednica rimskega ljudstva. Julij Cezar je leta 46 pred našim štetjem posvetil tempelj Venere Genetrix. To ime je pripisano ikonološkemu kipu Afrodite / Venere.
Venera Heliopolitana (Venera Heliopolis Syriaca), ki jo častijo na Baalbeku. Oblika Astarte, ki je tvorila tretjino heliopolitske triade, v kateri je bila soproga Jupitra (Baal) in mati Merkurja (Dumuzi).
Venera Kallipygos (Venera s čudovito zadnjico), ki so jo častili v Sirakuzah.
Venus Libertina (Venera osvobojenka), ki je verjetno nastala zaradi pomenske podobnosti in kulturnih obarvanosti med libertina (kot 'svobodna ženska) in lubentina (morda pomeni 'prijetna' ali 'strastna'). Nadaljnji naslovi ali različice, ki jih je Venera pridobila z istim postopkom ali z ortografsko različico, vključujejo Libentia, Lubentino in Lubentini. Venus Libitina povezuje Venero z zavetnico boginje pogrebov in pogrebnikov, Libitino; v Libitininem gozdičku na griču Eskvilin je bil posvečen tempelj Veneri Libitini, »komaj kasneje kot 300 pr. n. št.«
Venera Murcia (Venera mirte), ki združuje Venero z malo znanim božanstvom Murcia (ali Murcus ali Murtia). Murcia je bila povezana z rimskim Mons Murcia (nižja Aventinski grič) in je imela svetišče v Circus Maximus. Nekateri viri jo povezujejo z mirto. Krščanski pisatelji so jo opisali kot boginjo lenobe.
Venera Obsequens (popustljiva Venera), prvi Venerin potrjen rimski vzdevek. Kvint Fabij Maksim Gurg ga je uporabil pri posvetitvi njenega prvega rimskega templja, 19. avgusta 295 pr. n. št., med tretjo samnitsko vojno. Bil je nekje blizu Aventinskega griča in Circusa Maximusa in je igral osrednjo vlogo na festivalu Vinalia Rustica. Menda naj bi se financirala z globami, izrečenimi ženskam, ki so bile obsojene za prešuštvo.
Venera Physica: Venera kot univerzalna, naravna ustvarjalna sila, ki obvešča fizični svet. Lukrecij jo v uvodnih vrsticah svoje žive, poetične predstavitve epikurejske fizike in filozofije De Rerum Natura nagovarja kot Alma Venus (Mati Venera). Zdi se, da je bila priljubljena pri Lukrecijevem zavetniku Memiju. Zaščitna boginja Pompejev je bila Venus Physica Pompeiana, ki je imela značilno lokalno obliko kot boginja morja in trgovine. Ko je Sula zajel Pompeje od Samnitov, jo je preselil s svojimi veterani in jo preimenoval v svojo družinsko in božjo zaščitnico Venero, kot Colonia Veneria Cornelia.
Venera Urania (Nebeška Venera), uporabljena kot naslov knjige Basiliusa von Ramdohra, relief Pompea Marchesija in sliko Christiana Griepenkerla. (Afrodita Urania.)
Venus Verticordia (Venera menjalka src). 
Venera Victrix (Zmagovalna Venera), romanizirani vidik oborožene Afrodite, ki so jo Grki podedovali z vzhoda, kjer je bila boginja Ištar »boginja vojne in je Venera lahko prinesla zmago Suli ali Cezarju«. Pompej, Sulin varovanec, se je s svojim zavetnikom in Cezarjem potegoval za javno priznanje kot njen varovanec. Leta 55 pred našim štetjem ji je posvetil tempelj na vrhu svojega gledališča na Campus Martius. Svetišče je imela na Kapitolinskem griču, festivale pa 12. avgusta in 9. oktobra. Na zadnji datum so ji vsako leto posvetili žrtev. V neoklasični umetnosti se njen vzdevek Victrix pogosto uporablja v smislu »Venera zmagovalna nad moškimi srci« ali v kontekstu Parisove sodbe (npr. Canova Venus Victrix, pol gol ležeč portret Pauline Bonaparte).

## Kultna zgodovina in templji
Prvi znani venerin tempelj Venus Obsequens (popustljiva Venera) je obljubil Q. Fabius Gurges v vročini bitke proti Samnitom. Posvečen je bil leta 295 pred našim štetjem, na mestu blizu Aventinskega griča in naj bi se financiral z globami, izrečenimi rimskim ženskam za spolne prekrške. Na obrede in značaj so verjetno vplivali ali temeljili na kultih grške Afrodite, ki so bili v različnih oblikah že razpršeni po celotni italijanski Magna Graeciji. Datum posvečenja povezuje Venus Obsequens s festivalom Vinalia rustica.
Leta 217 pred našim štetjem je Rim v zgodnjih fazah druge punske vojne s Kartagino v bitki pri Trasimenskem jezeru doživel katastrofalen poraz. Sibilski orakelj je predlagal, da bi, če bi Eriksinska Venera (Venus Erycina, rimsko razumevanje punske boginje Astarte), boginja zavetnica Kartažanskih sicilijskih zaveznic, spremenila svojo zvestobo, lahko premagali Kartagino. Rim je oblegal Eriks, obljubil boginji čudovit tempelj kot nagrado za prebeg, zajel njeno podobo in jo prinesel v Rim. Nameščena je bila v templju na Kapitolskem griču kot ena od dvanajstih rimskih dii consentes. Zaradi svojih bolj odkritih kartažanskih značilnosti je ta tuja Venera postala rimska Venera Genetrix (Venera mati) , kar se tiče Rimljanov, je bila dom boginje prednikov njenega ljudstva. Rimska tradicija je Venero naredila za mater in zaščitnico trojanskega princa Eneja, prednika rimskega ljudstva. Kmalu zatem je poraz Kartažanov potrdil Venerino dobro voljo do Rima, njene povezave z mitsko trojansko preteklostjo in podporo njeni politični in vojaški hegemoniji.
Kapitolski kult Venere je bil rezerviran za Rimljane z višjim statusom. Ločen kult Venere Erycine kot božanstva plodnosti je bil ustanovljen leta 181 pred našim štetjem v tradicionalno plebejskem okrožju tik ob sveti meji Rima, blizu Collinovih vrat. Tempelj, kult in boginja so verjetno ohranili večino izvirnega značaja in obredov. Podobno je bilo svetišče Veneri Verticordii (Venera menjalka src), ustanovljeno leta 114 pred našim štetjem, vendar s povezavami do starodavnega kulta Venere-Fortune, »bilo vezano na poseben milje Aventina in Circusa Maximusa« - močno plebejski kontekst za Venerin kult, za razliko od njene aristokratske podobe kot stoične in epikurske 'vseboginje'.
Proti koncu Rimske republike so nekateri vodilni Rimljani osebno terjali Venerino korist. General in diktator Sula je za priimek sprejel Felix (Srečko), ko je priznal dolg do nebes, ki ga je poslala sreča in poseben dolg Veneri Felix za izjemno srečno politično in vojaško kariero. Njegov varovanec Pompej se je potegoval za Venerino podporo, posvetil je (leta 55 pr. n. št.) Veneri Victrix velik tempelj v okviru svojega razkošnega novega gledališča in svoj triumf 54. pr. n. št. praznoval s kovanci, ki so jo pokazali okronano z zmagovito lovoriko.
Pompejev nekdanji prijatelj, zaveznik in kasnejši nasprotnik Julij Cezar je šel še dlje. Zahteval je usluge Venere Victrix v svojem vojaškem uspehu in Venere Genetrix kot osebne, božanske prednice - očitno dolgoletne družinske tradicije med Julijci. Ko je bil Cezar umorjen, je njegov dedič Avgust sprejel obe trditvi kot dokaz njegove inherentne sposobnosti za službo in božanske odobritve njegove vladavine. Avgustov novi tempelj Marsu Ultorju, božanskemu očetu legendarnega rimskega ustanovitelja Romula, bi to poudaril s podobo maščevalnega Marsa, ki jo 'skoraj zagotovo' spremlja podoba njegove božanske soproge Venere in verjetno kip pokojnega in pobožanstvenega Cezarja.
Vitruvij priporoča, da se kateri koli nov Venerin tempelj postavi v skladu s pravili, ki so jih določili etruščanski haruspex in zgradi 'blizu vrat' mesta, kjer bi bilo manj verjetno, da bi z »vplivom poželenja onesnažili matrone in mladost«. Korintski slog se mu zdi vitek, eleganten, obogaten z okrasnimi listi in obdan z volutami, ki ustreza Venerinemu značaju in razpoloženju. Vitruvij priporoča najširši možen razmik med stebri templjev, kar ustvarja lahek in zračen prostor in Venerin tempelj na Cezarjevem forumu ponuja kot primer, kako tega ne storiti; gosto razmaknjeni, debeli stebri zatemnijo notranjost, skrijejo vrata templja in natlačijo pešpoti, tako da morajo matrone, ki želijo častiti boginjo, v svoj tempelj vstopiti posamič in ne z roko v roki.
Leta 135 našega štetja je cesar Hadrijan na rimskem Velianskem griču odprl tempelj Veneri in Romi Aeterni (Večni Rim), kar je poudarilo cesarsko enotnost Rima in njegovih provinc ter Venero naredilo zaščitnico generiks celotne rimske države, njenega ljudstva in bogastva. Bil je največji tempelj v starem Rimu.

### Festivali
Veneri so na nekaterih festivalih rimskega koledarja darovali uradni (pod pokroviteljstvom države) kult. Njen sveti mesec je bil april (latinsko Mensis Aprilis), za katerega so rimski etimologi razumeli, da izhaja iz aperire -  'odpiranja', glede na spomladansko cvetenje dreves in cvetja.
Veneralia (1. aprila) je potekala v čast Venere Verticordia (Venera menjalka src) in Fortune Virilis (Virile ali močna sreča), katere kult je bil verjetno daleč starejši od obeh. Venus Verticordia je bila izumljena leta 220 pred našim štetjem kot odgovor na nasvet sibilskega preročišča med rimskimi punskimi vojnami, ko je bila sprejeta vrsta čudežih znakov, ki so označevali božansko nezadovoljstvo nad spolnimi prestopki med Rimljani vseh kategorij in razredov, vključno z več moškimi in tremi deviškimi Vestalkami. Njen kip je posvetila mlada ženska, ki jo je odbor rimskih matron izbral za najbolj pudico (spolno čisto - deviško) v Rimu. Sprva je bil ta kip verjetno nameščen v templju Fortune Virilis, morda kot božanska okrepitev proti zaznanim moralnim in verskim pomanjkljivostim njenega kulta. Leta 114 pred našim štetjem je Venera Verticordia dobila svoj tempelj. Namenjena naj bi bila prepričati Rimljane obeh spolov in vseh razredov, bodisi poročene ali neporočene, da cenijo tradicionalne spolne lastnosti in moralo, za katero je znano, da ugaja bogovom in koristi državi. Med njenimi obredi so njeno podobo iz templja odnesli v moške kopeli, kjer so jo njene spremljevalke slekle in oprale v topli vodi, nato pa okrasile z mirto. Ženske in moški so prosili Venero Verticordio za pomoč pri srčnih zadevah, spolu, zarokah in zakonu. Za Ovida je Venera, ki je sprejela vzdevek in pripadajoče naloge, pomenila spremembo srca same boginje.
Vinalia urbana (23. aprila), vinski festival, ki sta si ga delila Venera in Jupiter, kralj bogov. Venera je bila pokroviteljica 'profanega' vina za vsakdanjo uporabo ljudi. Jupiter je bil pokrovitelj najmočnejšega, najčistejšega, žrtevnega vina in nadzoroval vreme, od katerega bo odvisna jesenska trgatev. Na tem festivalu so moški in ženske pili nov letnik navadnega nesakralnega vina v čast Veneri, katere moči so človeštvu priskrbele to darilo. Ženske višjega razreda so se zbrale v Venerinem kapitolskem templju, kjer so v bližnji jarek vlili libacijo letnika trgatve, posvečenega Jupitru. Navadne deklice (vulgares puellae) in prostitutke so se zbrale v Venerinem templju tik pred Colline vrati, kjer so ji darovale mirto, meto in rogoz, skrite v grozdih, in jo prosile za »lepoto in priljubljenost«, ki jih mora narediti »očarljive in duhovit«.
Vinalia Rustica (19. avgust), prvotno rustikalni festival vina, rasti zelenjave in plodnosti Latincev. To je bil skoraj zagotovo Venerin najstarejši festival in je bil povezan z njeno najzgodnejšo znano obliko, Venus Obsequens. Kuhinjski vrtovi in tržnice ter domnevno vinogradi so ji bili namenjeni. Rimska mnenja so se razhajala glede tega, čigav festival je bil. Varro vztraja, da je bil dan svetemu Jupitru, čigar nadzor nad vremenom je urejal dozorevanje grozdja; toda žrtvena ovca (agna), je lahko dokaz, da je nekoč pripadala samo Veneri.
Festival Venere Genetrix (26. septembra) je pod njenim pokroviteljstvom potekal od 46. leta pred našim štetjem v njenem templju na Cezarjevem forumu, v izpolnitev zaobljube Julija Cezarja, ki je zahteval njeno osebno naklonjenost kot božji pokrovitelj in boginja prednikov Julijevske rodbine. Cezar je tempelj posvetil med svojim edinstvenim in izjemno razkošnim četvernim triumfom. Hkrati je bil pontifex maximus in višji sodnik v Rimu; festival naj bi zaznamoval promocijo osebnega družinskega kulta ene od rimskih držav. Cezarjev dedič, Avgust, je večino teh osebnih in družinskih družb sklenil z Venero kot cesarskim božanstvom. Obred festivala ni znan.

## Mitologija in literatura
Tako kot pri večini večjih bogov in boginj v rimski mitologiji je tudi pri Veneri literarni koncept v celoti izposojen iz literarne grške mitologije njene kolegice Afrodite. V neki latinski mitologiji je bil Kupid sin Venere in Marsa, boga vojne. V drugih časih ali vzporedno z miti in teologijami je bila Venera razumljena kot družica Vulkana. Vergilij je v zahvalo svojemu zavetniku Avgustu in rodbini Julijcev polepšal obstoječo povezavo med Venero, ki jo je Julij Cezar sprejel za zaščitnico in Enejem. Vergilijevega Eneja v Lacij vodi Venera v svoji nebeški obliki jutranje zvezde, ki pred njim nežno sije na dnevnem nebu; mnogo kasneje dvigne Cezarjevo dušo v nebesa. V Ovidovih Fasti je Venera prišla v Rim, ker so jo »raje častili v mestu njenih potomcev«. V Vergilovem pesniškem zapisu o Oktavijanovi zmagi v morski bitki pri Akciju je prihodnji cesar povezan z Venero, Neptunom in Minervo. Oktavianovi nasprotniki, Antonij, Kleopatra in Egipčani, ki jim pomagajo bizarna in nekoristna egipčanska božanstva, kot so Anubis, ki "laja", izgubijo bitko.
V interpretatio romana germanskega panteona v zgodnjih stoletjih našega štetja se je Venera poistovetila z germansko boginjo Frijjo.

## Ikonografija

### Znaki in simboli
Podobe Venere so našli na domačih freskah, mozaikih in gospodinjskih svetiščih (lararia). Petronij v svojem Satirikonu postavi podobo Venere med Lare (gospodinjske bogove) osvobojenega Trimalchiovega lararuima.
Venerini simboli so bili večinoma enaki Afroditinim. Vključujejo vrtnice, ki so jih ponujali v venerinih obredih Porta Collina, predvsem pa mirto (latinsko myrtus), ki so jo gojili zaradi belih, sladko dišečih cvetov, aromatičnih, zimzelenih listov in različnih medicinsko-čarobnih lastnosti. Venerini kipi in njeni častilci so nosili mirtine krone na svojih festivalih. Pred sprejetjem v venerine kulte je bila mirta uporabljena pri prečiščevalnih obredih Cloacine, etruščansko-rimske boginje glavne kanalizacije Rima; kasneje jo je Cloacina povezala z venerino sveto rastlino, zaradi katere je postala Venera Cloacina. Podobno je rimska ljudska etimologija pretvorila starodavno, nejasno boginjo Murcio v »Mirelsko Venero, ki ji danes pravimo Murcia«.
Mirta je veljala za posebno močan afrodiziak. Venera je kot boginja ljubezni in seksa igrala ključno vlogo pri rimskih predporočnih obredih in poročnih nočeh, zato so bile mirte in vrtnice uporabljene v nevestinih šopkih. Poroka sama po sebi ni bila zapeljevanje, temveč zakonit pogoj pod Junonino oblastjo; zato je bila mirta izključena iz poročne krone. Venera je bila tudi pokroviteljica običajnega, vsakdanjega vina, ki ga je pila večina rimskih moških in žensk; zapeljive moči vina so bile dobro znane. V obredih Bone Dea, boginje ženske čistosti, Venera, mirta in vse moško niso bili samo izključeni, ampak tudi nepomembni. Obredi so ženskam dovoljevali piti najmočnejše, žrtveno vino, sicer rezervirano za rimske bogove in rimske moške; ženske so ga evfemistično označile kot 'med'. V teh posebnih okoliščinah so se lahko krepostno, religiozno napili močnega vina, varnega pred Venerinimi skušnjavami. Zunaj tega konteksta se je zdelo, da je navadno vino (to je venerino vino), pomešano z mirtinim oljem, še posebej primerno za ženske.
Rimski generali, ki so dobili ovacije, manjšo obliko rimskega triumfa, so nosili mirtino krono, da bi morda očistili sebe in svoje vojake krive krivde. Ceremonija ovacij je bila izenačena z Venus Victrix (zmagovita Venera), za katero je veljalo, da je podelila in očistila svojo razmeroma 'lahko' zmago.

### Klasična umetnost
Rimska in helenistična umetnost je ustvarila številne različice boginje, ki so pogosto temeljile na praksitlejskem tipu Afrodite Knidske. Mnogo ženskih aktov iz tega obdobja kiparstva, katerih predmeti so neznani, se v sodobni umetnostni zgodovini običajno imenuje Venera, čeprav so prvotno morda predstavljali smrtno žensko in ne kot kultni kip boginje.
Primeri so:
- Miloška Venera (130 pr. n. št.)
- Venus Pudica

- Kapitolska Venera
- Medičejska Venera

- Eskvilinska Venera
- Venus Felix
- Venus iz Arlesa
- Venera Anadiomena (tudi Čepeča Venera)
- Venus, Pan in Eros
- Venera Genetrix
- Venera iz Capue
- Venera Kallipygos

Venera tipa enus Pompeiana in Venus Pescatrice najdemo skoraj izključno v Pompejih.

## Post-klasična kultura

### Srednjeveška umetnost
Venera se spominja v De Mulieribus Claris, zbirki biografij zgodovinskih in mitoloških žensk florentinskega avtorja Giovannija Boccaccia, ki je nastala v letih 1361–62. Opazna je kot prva zbirka, posvečena izključno biografijam žensk v zahodni literaturi.
|  |  |

### Umetnost v klasični tradiciji
Venera je postala priljubljena tema slikarjev in kiparjev v obdobju renesanse v Evropi. Kot 'klasična' figura, pri kateri je bila golota njeno naravno stanje, je bilo družbeno sprejemljivo, da jo upodabljamo golo. Kot boginja spolnosti je bila stopnja erotične lepote v njeni predstavitvi upravičena, kar je pritegnilo številne umetnike in njihove pokrovitelje. Sčasoma se je na Venero začelo sklicevati katera koli umetniška upodobitev gole ženske v postklasični umetnosti, tudi če ni bilo nobenih znakov, da je bila tema boginja.
- ‘’Rojstvo Venere, Botticelli (ok. 1485)
- Speča Venera, Giorgione (ok. 1501)
- Urbinska Venera (1538)
- Venera z ogledalom (ok. 1555)
- Venera pred ogledalom (1647–1651)
- Olympia (1863)
- ‘’ Rojstvo Venere’’, (Cabanel) (1863)
- ‘’ Rojstvo Venere, (Bouguereau) (1879)
- Venus iz Cherchella, Gsell museum in Algeria
- Venera Victrix in Venus Italica, Antonio Canova

Na področju prazgodovinske umetnosti so od odkritja leta 1908 tako imenovane Wilendorfske Venere majhne neolitske skulpture zaobljenih ženskih oblik običajno imenovali Venerine figurice. Čeprav ime dejanskega božanstva ni znano, je znani kontrast med debelimi in plodnimi kultnimi figurami ter klasičnim pojmovanjem Venere povzročil odpor do terminologije.

### Galerija
- Venera Anadiomena (ok. 1525), Tizian
- Venera z ogledalom (ca. 1555), Tizian
- Venera , Frans Floris, Hallwyl Museum
- Venera se gleda v ogledalo, prisoten je Kupid, slika ca. Peter Paul Rubens
- Mars, ki ga je razorožila Venera (1822–25), Jacques-Louis David
- Rojstvo Venere, (1863)  Alexandre Cabanel
- Tannhäuser v Venusbergu, (1901) John Collier
- Ruska Venera,  (1926) Boris Kustodiev
- Iris predstavlja prizadeto Venero Marsu, sir George Hayter, 1820 - Ante Library, Chatsworth House

### Srednjeveška in sodobna glasba
V Wagnerjevi operi Tannhäuser, ki se opira na srednjeveško nemško legendo o vitezu in pesniku Tannhäuserju, Venera živi pod goro Venusberg. Tannhäuser krši svoje viteške zaobljube, tako da tam preživi eno leto z Venero, pod njenim čarom. Ko se pojavi, mora poiskati pokoro za svoje grehe.
Nizozemska skupina Shocking Blue je leta 1970 dosegla številko ena Billboardove Top Ten s pesmijo z naslovom Venus, ki je bila tudi uspešnica, ko jo je leta 1986 zapele Bananarama. Marquee Moon se sklicuje na Miloško Venero. Na albumu Vovin sta tudi skladba z imenom Venus, ki jo je v soavtorstvu napisala, koproducirala in zapela Lady Gaga, pa tudi pesem z naslovom Birth of Venus Illegitima švedske simfonične metal Therion in Venera kot deček islandskega umetnika Björka. Še en sklic na Venero je iz albuma Billyja Idola Cyberpunk, v skladbi št. 16 z naslovom Venera.